# Dieta mediterranea
La dieta mediterranea è un modello nutrizionale ispirato ai modelli alimentari che sono stati diffusi in alcuni Paesi del bacino mediterraneo, ed è da ciò che deriva il nome, ispirato alle abitudini alimentari di Spagna, Italia e Grecia negli anni '60. La dieta venne riconosciuta dall'UNESCO come bene protetto e inserito nella lista dei patrimoni orali e immateriali dell'umanità nel 2010.
Il regime alimentare si fonda su alimenti il cui consumo è abituale in Paesi del bacino mediterraneo, in una proporzione che privilegia cereali, frutta, verdura, semi, olio di oliva, rispetto ad un più raro uso di carni rosse e grassi animali (grassi saturi), mentre presenta un consumo moderato di pesce, carne bianca (pollame), legumi, uova, latticini, vino rosso e dolci.
Già alcuni dietologi medici - come il francese Paul Carton o lo svizzero Maximilian Bircher-Benner - avevano avanzato alcune ipotesi sugli effetti di un regime alimentare con limitato consumo di alimenti di origine animale come latticini, carne, uova.  Il concetto di dieta mediterranea è stato introdotto e studiato inizialmente dal fisiologo statunitense Ancel Keys.
La dieta mediterranea è associata a una riduzione della mortalità per tutte le cause negli studi osservazionali. La dieta mediterranea può aiutare, con la perdita di peso, le persone obese.

## Premessa
Molti popoli risiedono sulle coste del Mediterraneo con grandi differenze etniche, culturali, religiose, economiche e politiche, le quali possono aver influito sulla quantità e sulla qualità dell'alimentazione. Per questo l'identificazione di elementi dietetici comuni ha rappresentato una sfida per gli studiosi. Data la grande varietà delle abitudini gastronomiche dei paesi che si affacciano sul Mar Mediterraneo e le loro variazioni nel corso della storia, si è ritenuto di dover riservare il termine di Dieta Mediterranea, in senso stretto, alle abitudini alimentari associate a esiti più salutari in alcune località dell'isola di Creta e dell'Italia meridionale, quelle cioè studiate da Ancel Keys. E poiché il principale apporto di grassi di quei gruppi sociali veniva dall'olio d'oliva, il modello dietetico è stato esteso a includere le diete consumate nei paesi mediterranei produttori di olive.
Le implicazioni storiche e antropologiche della Dieta mediterranea hanno portato l'UNESCO alla sua inclusione dal 2010 nella Lista dei patrimoni culturali immateriali dell'umanità di Italia, Marocco, Spagna e Grecia; dal 2013 tale riconoscimento è stato esteso anche a Cipro, Croazia e Portogallo.. Attualmente la definizione di Dieta mediterranea si è estesa a molte varianti di quella originaria, soprattutto nel campo della pratica gastronomica di molti paesi che rivendicano la qualità della propria cucina, tanto da includere stili dietetici ampiamente eterogenei, per i quali non esistono altrettante evidenze scientifiche.
Accanto al significato dietologico del termine Dieta mediterranea, si è fatto quindi spazio sia l'allargamento del concetto a una vastissima gamma di gastronomie ad opera di una pubblicistica popolare, sia l'opinione critica di alcuni storici, che ne hanno evidenziato l'aspetto astratto o di nuova mitologia. Il significato che si attribuisce al termine Dieta mediterranea «si è plasmato nel tempo, acquisendo connotati non sempre documentati, nel rispetto della migliore “tradizione” generatrice di miti. Basti pensare a come l'attuale approccio riduzionistico appaia inadeguato per spiegare un fenomeno complesso come il “modello” alimentare mediterraneo. È infatti di modello o “mediterraneità” che si deve parlare, evitando di confinare l'argomento al pur importante aspetto dell'assunzione di cibi specifici (la dieta), come invece sembra fare la ricerca medica. «La dieta mediterranea non è solo dieta e non c'è una sola dieta mediterranea».

## Definizione
Con l'espressione "dieta mediterranea" si intende un modello nutrizionale ispirato alla tipica alimentazione delle popolazioni di Italia meridionale Grecia e Spagna. La scelta di questa area geografica e di questo periodo storico si basa su alcune evidenze scientifiche ed epidemiologiche.
Infatti i paesi che si affacciano sul bacino mediterraneo condividono tradizionalmente la disponibilità degli stessi alimenti, derivati dall'agricoltura, dalla pastorizia e dalla pesca. Inoltre alcuni studi, ampiamente accettati dalla comunità scientifica, hanno provato che in queste aree geografiche, nei primi anni sessanta, l'aspettativa di vita era tra le più alte del mondo; al contrario l'incidenza di malattie come la cardiopatia ischemica, alcuni tumori e altre malattie croniche correlate alla dieta era invece tra le più basse del mondo; questo avveniva nonostante l'elevata abitudine al fumo, il livello socio-economico basso e la scarsità di assistenza sanitaria in quei luoghi e in quel contesto storico.
In numerosi altri studi condotti in contesti geografici ed economici differenti, utilizzando una dieta con le stesse caratteristiche, è stata osservata ugualmente una minore frequenza di malattie croniche e una maggiore longevità.
La dieta mediterranea è una tra le più utilizzate e salutari. È significativo che la dieta mediterranea sia diffusa nelle aree che si affacciano sul mar Mediterraneo dove tradizionalmente vengono coltivati gli olivi, tanto che un'altra definizione accettata di questo pattern alimentare fa riferimento alla dieta praticata nelle zone mediterranee di crescita degli ulivi.
Esistono varianti della dieta mediterranea, meno definite e meno studiate, in altre parti dell'Italia e della Francia, in Libano, Marocco, Portogallo, Spagna, Siria, Tunisia, Turchia ecc. Infatti sul bacino mediterraneo si affacciano sedici nazioni: la dieta e le tradizioni gastronomiche di esse variano ampiamente a causa di differenze etniche, culturali, religiose, economiche e di produzione agricola.

## Le sue caratteristiche

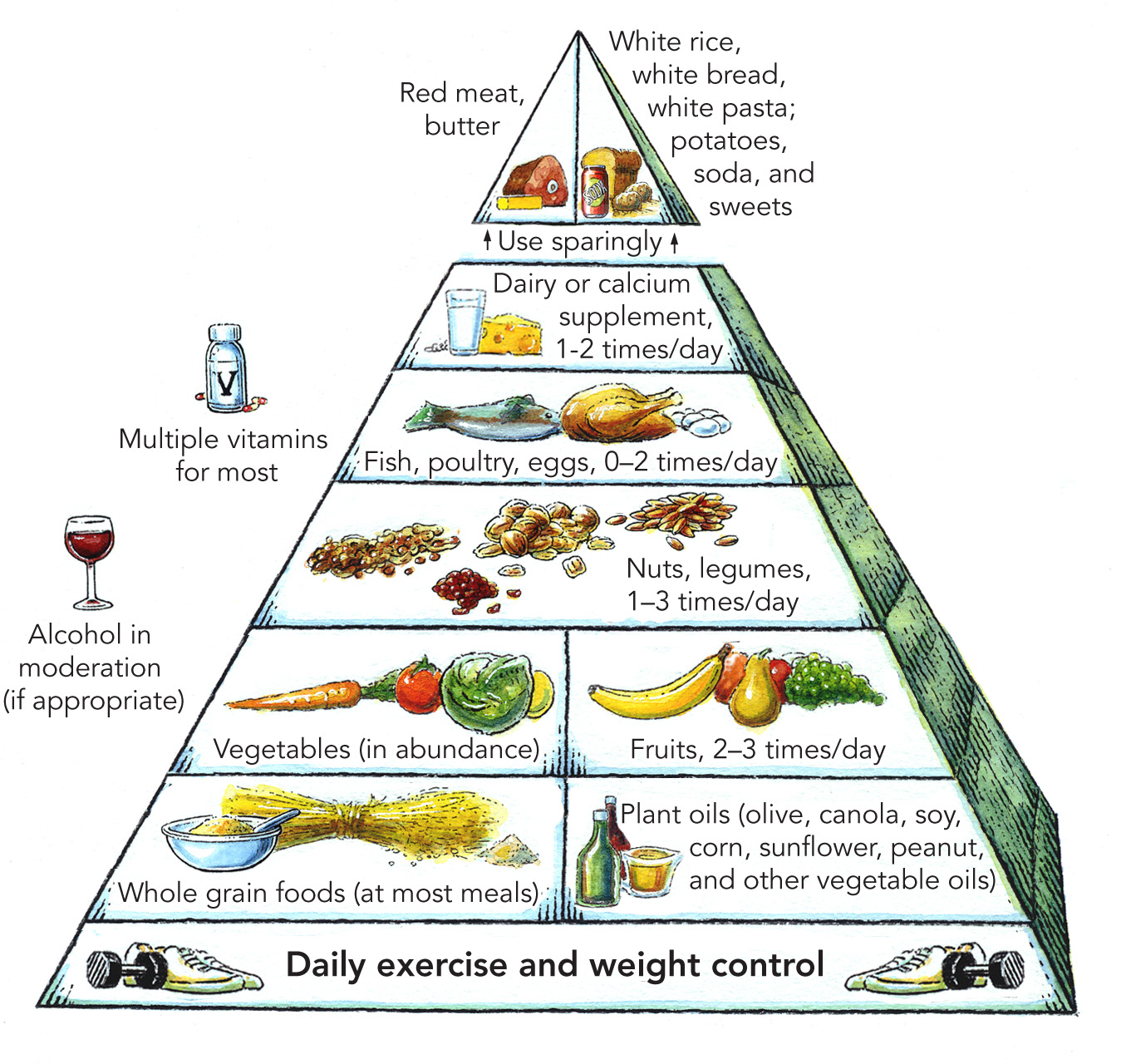
Esempio di piramide alimentare con Dieta mediterranea

Le caratteristiche sono: abbondanti alimenti di origine vegetale (frutta, verdura, ortaggi, pane e cereali, soprattutto integrali, patate, fagioli e altri legumi, noci, semi), freschi, al naturale, di stagione, di origine locale; frutta fresca come dessert giornaliero, dolci contenenti zuccheri raffinati o miele poche volte la settimana; olio di oliva come principale fonte di grassi; latticini (principalmente formaggi e yogurt) consumati giornalmente in modesta-moderata quantità; pesce e pollame consumato in quantità abbastanza bassa; da zero a quattro uova la settimana; carni rosse in minime quantità e vino consumato in quantità modesta-moderata, generalmente durante il pasto.
Questa dieta ha un contenuto basso in grassi saturi (inferiore al 7-8%), ed un contenuto totale di grassi da meno del 25% a meno del 35% a seconda delle zone. Inoltre originariamente era associata a regolare attività fisica lavorativa, ad esempio nei campi o in casa.
Il contenuto calorico della dieta mediterranea nelle indagini di popolazione non superava le 2500 Kcal per l'uomo e le 2000 Kcal per la donna, comunque l'introito calorico non andava oltre il consumo metabolico con l'attività fisica. In sostanza si trattava della dieta di una popolazione rurale, povera e frugale.
Come dieta mediterranea di riferimento nel Seven Countries Study è stata considerata quella della città calabrese di Nicotera; i vari componenti di essa, espressi come percentuali dell'apporto calorico totale (in rilievi della durata di sette giorni in differenti stagioni del 1960) sono: cereali 50-59%, olio di oliva extravergine 13-17%, vegetali 2,2-3,6%, patate 2,3-3,6%, legumi 3-6%, frutta 2,6-3,6%, pesce 1,6-2%, vino rosso 1-6%, carne 2,6-5%, latticini 2-4%, uova e grassi animali molto scarsi.

## Storia

### I pionieri
Cornelis De Langen (1887 – 1967), medico olandese, visse in Indonesia nei primi anni del XX secolo; misurando la colesterolemia dei suoi connazionali immigrati e quella degli indonesiani, si accorse che gli indonesiani avevano valori molto più bassi. Egli mise in relazione ciò alla dieta prevalentemente vegetariana di essi. Notò anche che l'angina pectoris era una malattia quasi inesistente in Indonesia.
Isidore Snapper (1889 -1973), un altro medico olandese, allievo di De Langen, visse in Cina intorno al 1930. Registrando l'elettrocardiogramma notò che l'infarto miocardico era molto raro tra i Cinesi, mentre era molto più frequente tra gli Europei che vivevano in Cina. Anche lui mise in relazione questa osservazione con la dieta prevalentemente vegetariana
dei Cinesi.
Haqvin Malmros, uno studioso svedese, mise in relazione la bassa mortalità per infarto in Svezia nel periodo della seconda guerra mondiale con le ristrettezze economiche ed alimentari di quel periodo.
Elizabeth David (1913 - 1992), scrittrice inglese di gastronomia, negli anni trenta viaggiò col marito su un piccolo yacht in Italia, visse a Marsiglia, in Corsica, in Grecia, in Sicilia, fuggì dal fascismo in Egitto, al Cairo. Dopo la guerra tornò in Inghilterra; avvilita dal cibo inglese e dai razionamenti del dopoguerra, scrisse degli articoli sui cibi consumati sulle coste del Mediterraneo, che raccolse nel A Book of Mediterranean Food pubblicato nel 1950. Il libro colpì l'immaginazione dei lettori inglesi; molti degli ingredienti citati non erano presenti nei mercati, neanche a Londra: basilico, melanzane, aglio, fichi, olio d'oliva, zafferano, vini italiani. La scrittrice contribuì alla conoscenza di piatti come paella, moussakà, ratatouille, pasta con salsa di pomodori freschi e al cambiamento dei gusti alimentari in Inghilterra. Si occupò di gastronomia, prevalendo l'interesse per il gusto e la cultura alimentare mediterranea rispetto agli effetti sulla salute. Nel 1954 pubblicò il libro Italian Food con Renato Guttuso.

### Ancel Keys

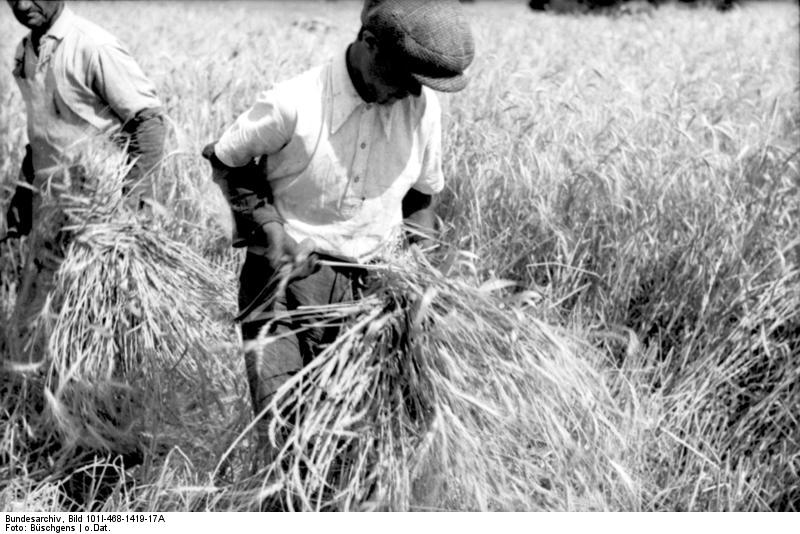
Contadini nel sud dell'Italia nel 1943

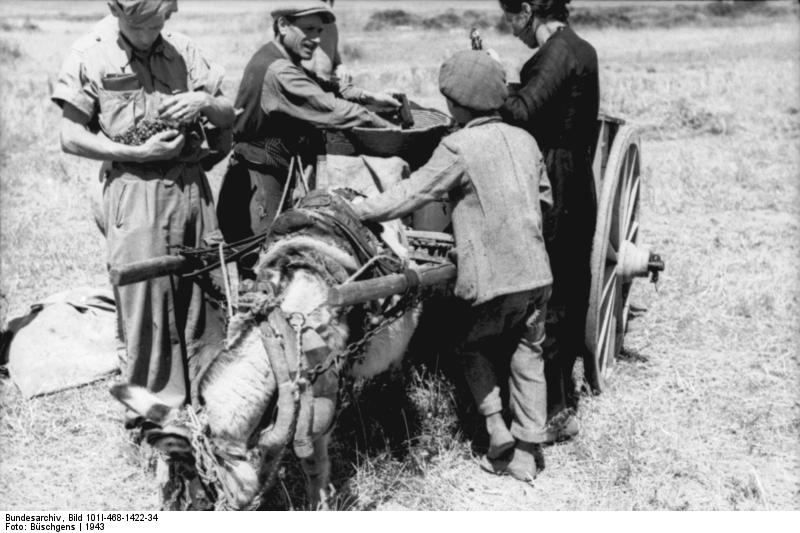
Contadini nel sud dell'Italia nel 1943

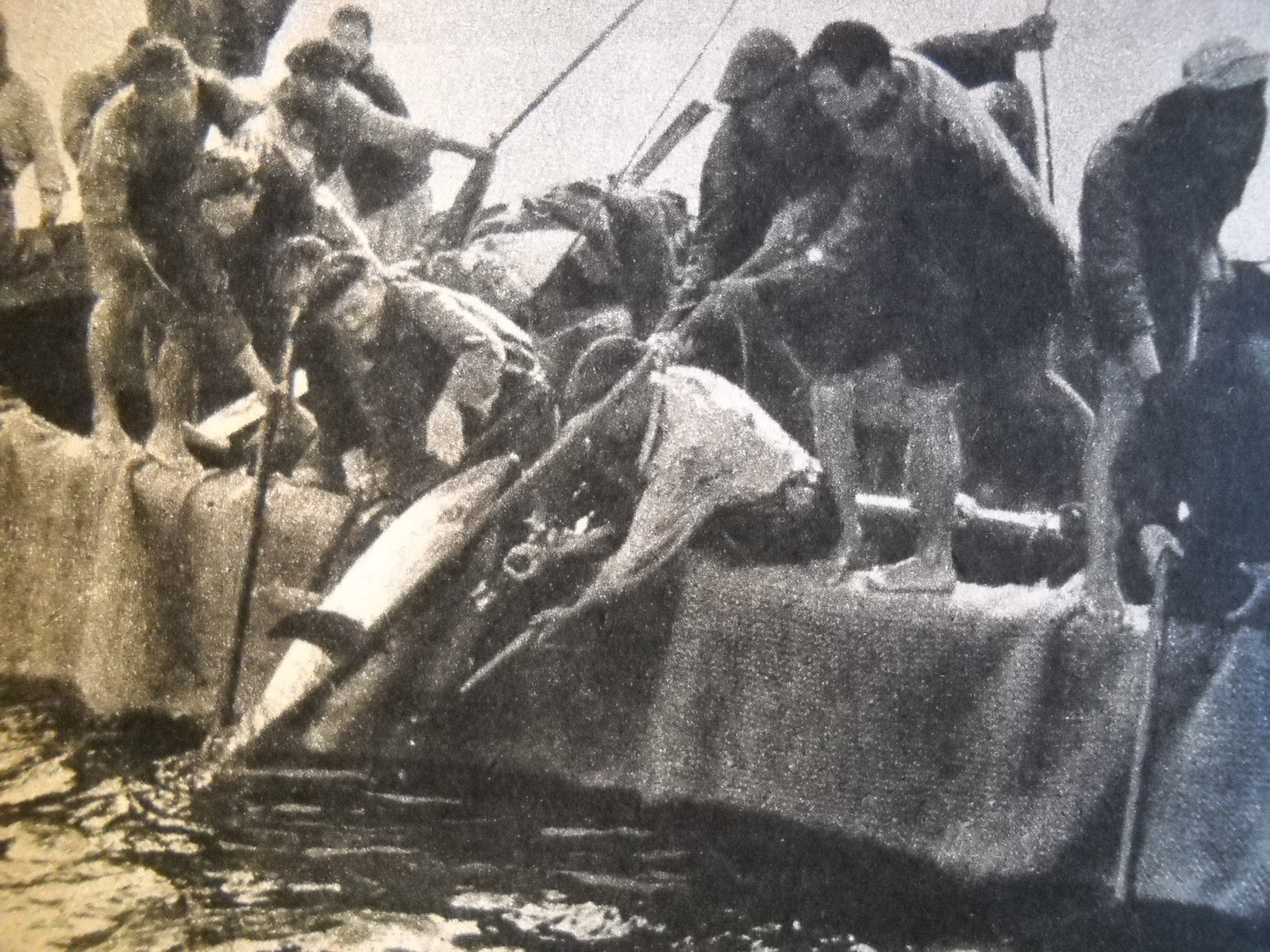
Tonnara di Scopello, foto del 1947

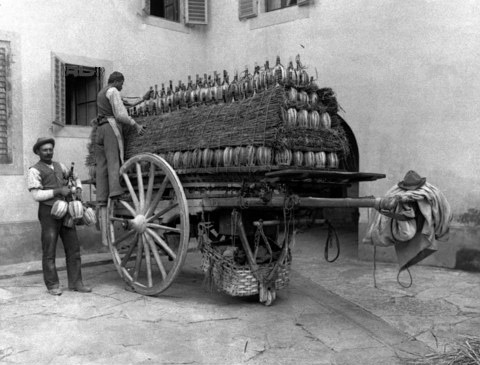
Carico di fiaschi di vino

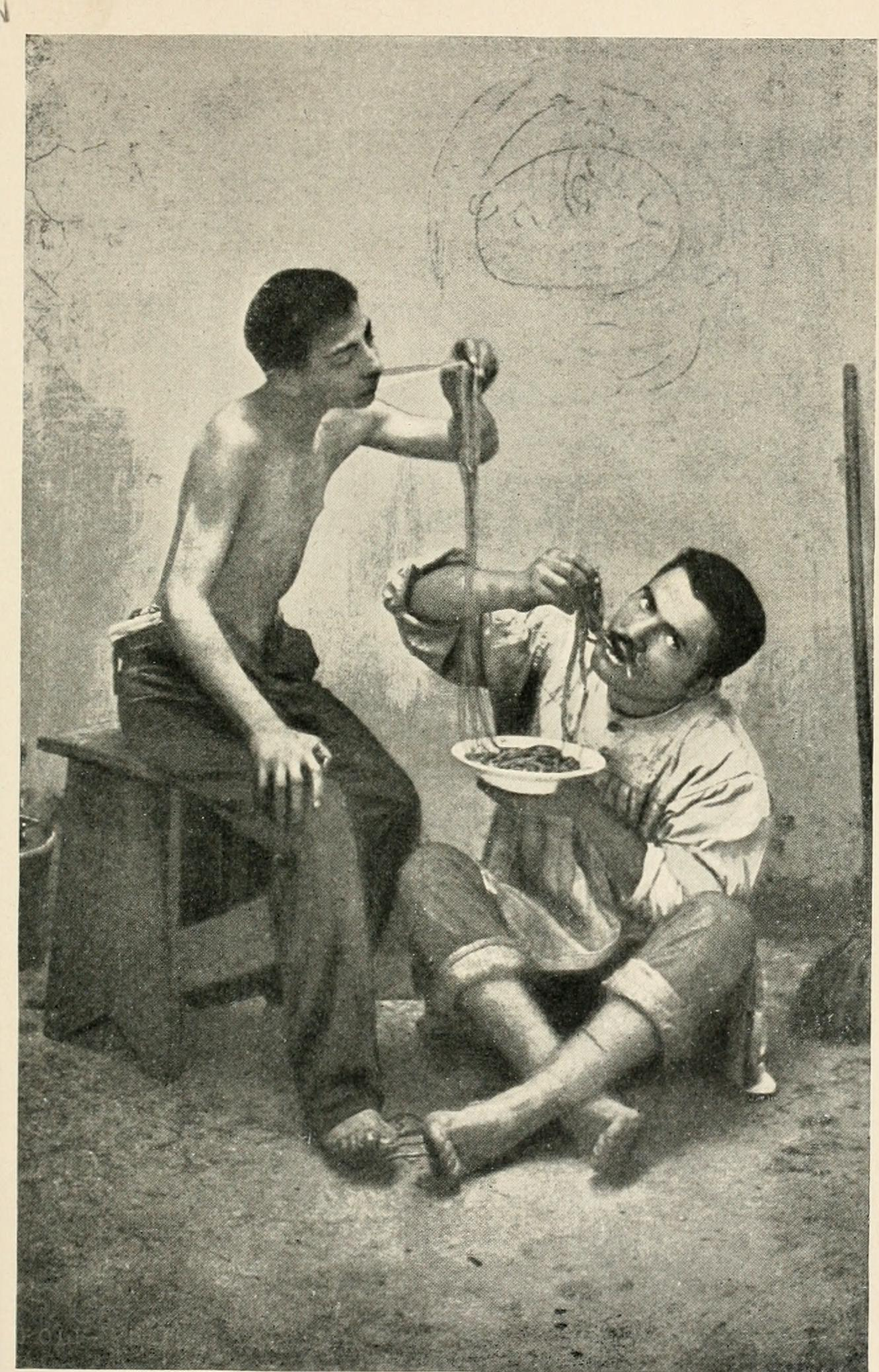
Luigi Villari, Italian life in town and country, (1902)

La dieta mediterranea è un moderno modello alimentare studiato, per la prima volta in maniera sistematica, dall'epidemiologo e fisiologo statunitense Ancel Keys in alcuni paesi del bacino mediterraneo negli anni cinquanta, in una situazione di grave difficoltà economica e di limitazione delle risorse a causa della Seconda guerra mondiale. Queste condizioni, associate ad un basso livello di tecnologia, favorivano uno stile di vita fisicamente attivo e frugale, con una predominanza di prodotti vegetali e scarsità di prodotti di origine animale nella dieta.
Ancel Keys proveniva dall'Università del Minnesota, aveva una grande esperienza in molti campi della medicina, era stato l'ideatore della razione K, che era entrata in uso nelle Forze armate americane. Nei primi anni cinquanta, intuì la relazione tra alimentazione e stato di salute e arrivò a postulare l'importanza della dieta nella "teoria lipidica" delle malattie cardiovascolari. Insieme alla moglie Margaret Haney (1909–2006), biologa, e a un altro medico americano, Paul D. White, cardiologo del Presidente Eisenhower, durante alcuni viaggi in molti paesi del mondo - Grecia, Finlandia, Giappone, Spagna, Sudafrica ed Italia - si accorse che valori bassi del colesterolo nel sangue si associavano a rarità di infarto miocardico, come gli segnalavano i medici locali. In particolare fu fruttuoso l'incontro, durante un convegno internazionale sull’alimentazione mondiale svoltosi a Roma nel 1951, con il fisiologo e nutrizionista salentino Gino Bergami dell'Università di Napoli, che lo invitò a compiere uno studio preliminare dosando la colesterolemia in persone di diverso livello sociale e ad incontrare i medici del luogo che descrivevano la rarità dell'infarto nelle classi meno abbienti.
Ancel Keys proseguì le sue osservazioni in Città del Capo, a Cagliari, a Ilomantsi in Finlandia, a Fukuoka in Giappone, a Honolulu, a Bologna. Nel 1957 Keys si rese conto che era necessario progettare uno studio pilota prospettico in piccoli centri e mettere insieme un gruppo internazionale di ricercatori che lavorassero in sperduti villaggi. Un collega di Flaminio Fidanza, Antonio Del Vecchio, suggerì di iniziare nel suo paese di nascita, Nicotera in Calabria.
Il lavoro proseguì con l'organizzazione di un altro gruppo internazionale a Creta, con base a Heraklion e attività in sei villaggi di montagna, collegati da strade malmesse e dove si parlava solo in greco. Nel 1957 Keys prese accordi con Ratko Bulina dell'Università di Zagabria per iniziare le ricerche anche in piccoli villaggi in Jugoslavia, sul modello di Creta. Furono scelti Makarska e Slavonia. A quel punto il Seven Countries Study era avviato.
Ancel Keys si stabilì in seguito in Italia, a Pioppi, un villaggio di pescatori del comune di Pollica, dove acquistò una casa. in una contrada isolata a nord del borgo, lungo la costa, la stessa in cui scelsero di stabilirsi vari altri protagonisti di quella stagione di ricerche, come Flaminio Fidanza, Martti Karvonen, Jeremiah Stamller.  Ribattezzò quella località col nome di Minnelea, per rendere omaggio alla sua città di provenienza, Minneapolis, e alla vicina località della Magna Grecia, Elea, del Cilento, divenuta sua terra di adozione. Morì poco prima di compiere 101 anni nel 2004 a Minneapolis.
Ancel Keys pubblicò anche tre libri divulgativi: nel 1959 Eat well & stay well, nel 1972 The Benevolent Bean, nel 2009 è stata pubblicata l'edizione italiana del best seller Mangiar bene e stare bene (con la dieta mediterranea).

### IlSeven Countries Study
Basandosi su queste osservazioni Ancel Keys progettò un ambizioso ed originale studio epidemiologico su varie popolazioni nel mondo (multicentrico), seguite per molti anni, il Seven Countries Study, che negli anni seguenti divenne leggendario nel campo della medicina e della pubblicistica divulgativa.

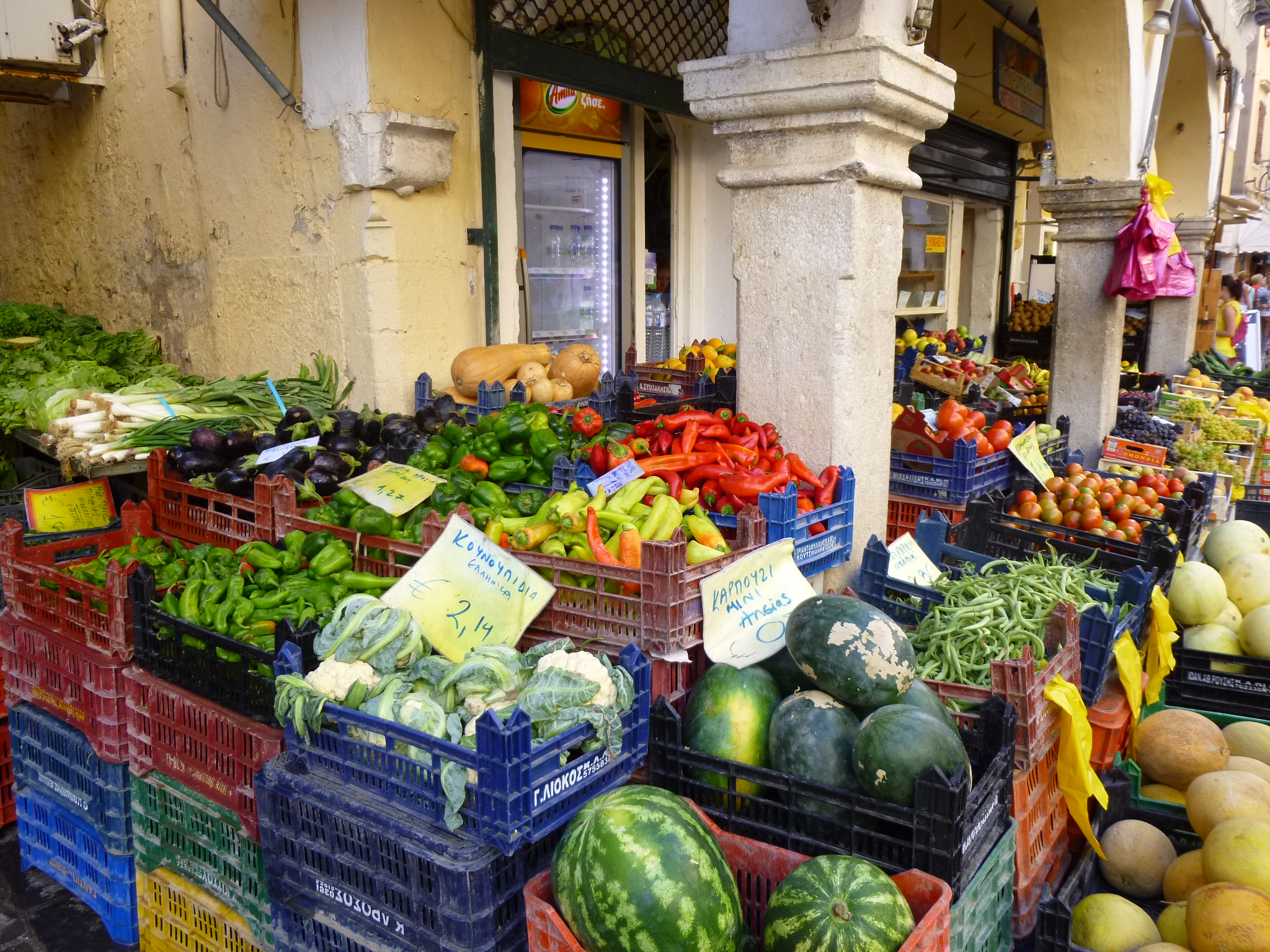
Mercato della frutta e verdura a Corfù

L'indagine fu condotta su 16 gruppi (coorti) di uomini di età tra 40 e 59 anni in sette Paesi. Una coorte venne arruolata negli Stati Uniti, due in Finlandia, una in Olanda, tre in Italia (in tre comuni rurali del nord, centro e sud, Crevalcore in provincia di Bologna, Montegiorgio in provincia di Fermo e Nicotera in provincia di Vibo Valentia), due in Jugoslavia (ora Croazia e Serbia), due in Grecia (Corfù e Creta) e due in Giappone, per un totale di oltre 12.000 individui. Inoltre venne incluso nello studio un campione di ferrovieri, nella zona di Roma, per rappresentare il gruppo di confronto europeo di un analogo
campione di ferrovieri arruolato nel midwest e northwest degli Stati Uniti.
Lo scopo era di confrontare popolazioni con tradizioni alimentari, stili di vita e incidenza di malattie cardiovascolari molto lontane tra loro. Le aree di Crevalcore, Montegiorgio e il gruppo dei Ferrovieri di Roma furono utilizzate per lo studio dei cibi e nutrienti e seguite per 50 anni, mentre quella di Nicotera fu studiata solo all'inizio nel 1957; per la carenza degli stanziamenti non venne più seguita, ma, data la forte somiglianza con l'alimentazione in Dalmazia e Creta, fu considerata come la "dieta di riferimento" per la definizione di Dieta Mediterranea.
I diversi modelli alimentari identificati da Ancel Keys all'inizio dello studio mostravano, per quanto riguardava i nutrienti, un elevato consumo di grassi saturi nelle popolazioni del Nordamerica e del Nordeuropa, e un consumo molto più basso nel sud Europa, specie nelle aree Mediterranee ed in Giappone.
Per quanto riguarda gli alimenti i pattern erano molto diversi da nazione a nazione. In Finlandia e Olanda gli alimenti prevalenti erano latte, patate, grassi animali e dolci; negli Stati Uniti erano elevati i consumi di carne, frutta e dolci; in Italia erano alti i consumi di cereali (pane, pasta) e di vino; nell'ex Jugoslavia i consumi di pane, eccetto che a Belgrado, con molti vegetali e pesce in Dalmazia; in Grecia prevalevano i consumi di olio di oliva e frutta; in Giappone quelli di pesce, riso e prodotti derivati dalla soia.
Le popolazioni furono seguite con analisi ogni 5 anni per alcuni decenni. Venne dimostrato che il consumo di grassi saturi era fortemente correlato con la malattia delle coronarie; invece esisteva una relazione inversa tra rapporto grassi poli-insaturi/saturi e rapporto grassi mono-insaturi/saturi da un lato ed incidenza e mortalità per cardiopatia ischemica. L'apporto elevato di grassi monoinsaturi rifletteva un abbondante uso di olio di oliva, tipico delle aree Mediterranee. I risultati dello studio furono valutati nel corso degli anni da diversi gruppi di ricercatori e con vari e complessi metodi statistici.
In generale i gruppi di alimenti di origine animale e lo zucchero erano direttamente correlati con la mortalità coronarica, mentre quelli di origine vegetale, il pesce ed il consumo di alcool lo erano in forma inversa. Inoltre esisteva un rapporto diretto e significativo tra consumo di grassi saturi, colesterolemia media delle singole coorti e incidenza e mortalità coronarica. I risultati contrapponevano i gruppi di popolazione nordamericana e nordeuropea ai gruppi di popolazione del Sud Europa e Giappone (particolarmente nelle coorti più strettamente Mediterranee, situate a Creta, Corfù, in Dalmazia e a Montegiorgio in Italia).
Un gruppo di studiosi italiani utilizzò una tecnica statistica a priori con la costruzione dell'"indice MAI" (Mediterranean Adequacy Index): fu identificato un pattern dietetico tipico mediterraneo di riferimento; l'indice numerico MAI era un punteggio che indicava lo scostamento delle abitudini alimentari di una popolazione da quel pattern ideale; il MAI è tanto maggiore quanto maggiore è la differenza rispetto al modello mediterraneo di riferimento. La dieta di riferimento era quella della coorte di Nicotera, la più coerente con quella di Grecia e Dalmazia, che aveva dimostrato i massimi vantaggi sulla salute. L'indice MAI poneva a confronto l'apporto di calorie da alimenti mediterranei (pane, cereali, legumi, patate, vegetali, frutta, pesce, vino e oli vegetali) con l'apporto di calorie derivanti da alimenti non tipici del Mediterraneo (latte, formaggio, carne, uova, grassi animali, margarina, dolci, zucchero, bevande dolci).
L'OMS pubblicò nel 1990 uno studio parallelo al Seven Countries Study, che confermò i risultati sul rapporto tra dieta, nutrizione e prevenzione delle malattie croniche.
Una validazione del Seven Countries Study è venuta anche da ricerche basate su dati della FAO per i consumi alimentari e su quelli dell'OMS per la mortalità su 40 Paesi, pubblicate nel 1993; tra questi Paesi erano presenti tutti quelli considerati nel Seven Countries Study. La correlazione tra alcuni gruppi di alimenti di originale animale e la mortalità coronarica risultò comparabile a quella osservata nel Seven Countries Study.

## Gli alimenti secondo la piramide della dieta mediterranea delSeven Countries Study
Nel 1999 un gruppo di studio del Ministero della Salute della Grecia, basandosi sugli studi epidemiologici effettuati (soprattutto il Seven Countries Study), che avevano dimostrato l'efficacia della dieta mediterranea sulla longevità, elaborò uno schema dietologico pubblicandolo col nome di "Piramide della Dieta Mediterranea greca per l'adulto".
La piramide era già stata elaborata graficamente in un altro studio internazionale del 1980. In quest'ultimo studio ci si basava sul pattern dietetico dell'isola di Creta e della Calabria nei primi anni sessanta, dove l'aspettativa di vita era tra le più alte del mondo e l'incidenza della malattia coronaria, di alcuni tumori e di altre malattie croniche correlate alla dieta, come il diabete e l'obesità, era ugualmente tra le più basse. Accanto alle abitudini in cucina lo studio includeva una regolare attività fisica giornaliera.
La piramide della dieta mediterranea comprende il consumo di circa 22-23 porzioni di alimenti al giorno, divise in 3 o 4 pasti. La frequenza con la quale consumare ogni componente è così stabilita:
| giornalmente    | cereali non raffinati (pane di grano integrale, pasta di grano integrale, riso bruno ecc.): 8 porzioni frutti: 3 porzioni vegetali (incluse verdure selvatiche): 6 porzioni olio di oliva come principale grasso aggiunto latte e prodotti del latte: 2 porzioni vino con moderazione (3 porzioni nell'uomo, 1,5 per la donna), preferibilmente rosso e durante il pasto acqua in quantità libera sostituire il sale col condimento con spezie (es. origano, basilico, timo ecc). |
| settimanalmente | pesce: 5-6 porzioni pollame e carni bianche: 4 porzioni olive, legumi, noci: 3-4 porzioni patate: 3 porzioni uova: 3 porzioni dolci: 3 porzioni |
| mensilmente     | carni rosse: 4 porzioni |
Questa dieta prevedeva un'ampia variabilità di cibi e permetteva di evitare carenze nutrizionali.
La piramide era costruita indicando i cibi e non i nutrienti affinché il pubblico potesse adeguarsi con più facilità. Inoltre era seguito un criterio semiquantitativo: le quantità erano codificate come “porzioni” (servings) e non in peso.
Le linee guida della piramide davano anche delle indicazioni per standardizzare la quantità di ciascuna porzione di ogni classe di alimento: ogni porzione veniva definita in prima approssimazione come la metà della porzione del Greek market regulations (circa metà della quantità servita in un ristorante greco). L'aspetto fondamentale della dieta mediterranea è la modesta quantità di ogni porzione. Queste le equivalenze per ogni porzione di alimento:
- una fetta di pane: 25 grammi
- 100 grammi di patate
- metà tazza (50-60 grammi) di pasta o riso
- una tazza di ortaggi a foglia o mezza tazza di altri vegetali, cotti o tritati (circa 100 grammi della maggior parte dei vegetali)
- una mela (80 grammi), una banana (60 grammi), un'arancia (100 grammi), 200 grammi di melone o anguria, 30 grammi di uva
- una tazza di latte o di yogurt
- 30 grammi di formaggio
- circa 60 grammi di carne magra o pesce
- una tazza (circa 100 grammi) di fagioli secchi cotti
- porzione di vino rosso un bicchiere (circa 10 ml di alcool)

La dieta mediterranea deve essere considerata nella sua globalità, poiché le analisi multivariate effettuate dimostrano che gli effetti favorevoli sulla salute non derivano dall'assunzione di un singolo componente o nutriente; soltanto l'olio di oliva sembra avere un ruolo specifico proprio.
Nella piramide veniva aggiunto il consiglio di praticare attività fisica giornaliera in modo da tenere l'indice di massa corporea (BMI) al di sotto di 25 kg/m².
In seguito, alle modalità di produzione, selezione, trattamento e consumo dei cibi della dieta mediterranea sono state aggiunti altri elementi di tipo culturale riguardanti lo stile di vita: l'adozione del concetto di pasto principale, la frugalità e la moderazione per evitare il rischio di obesità, la convivialità, le pratiche culinarie, l'attività fisica ricreazionale, un riposo adeguato, la preservazione delle tradizioni.
Nel 2015, lo studio condotto dal MedEatResearch diretto dall'antropologo Marino Niola, ha allargato la tradizionale piramide nutrizionale alla pratiche sociali, formulando la Piramide Universale della Dieta Mediterranea.

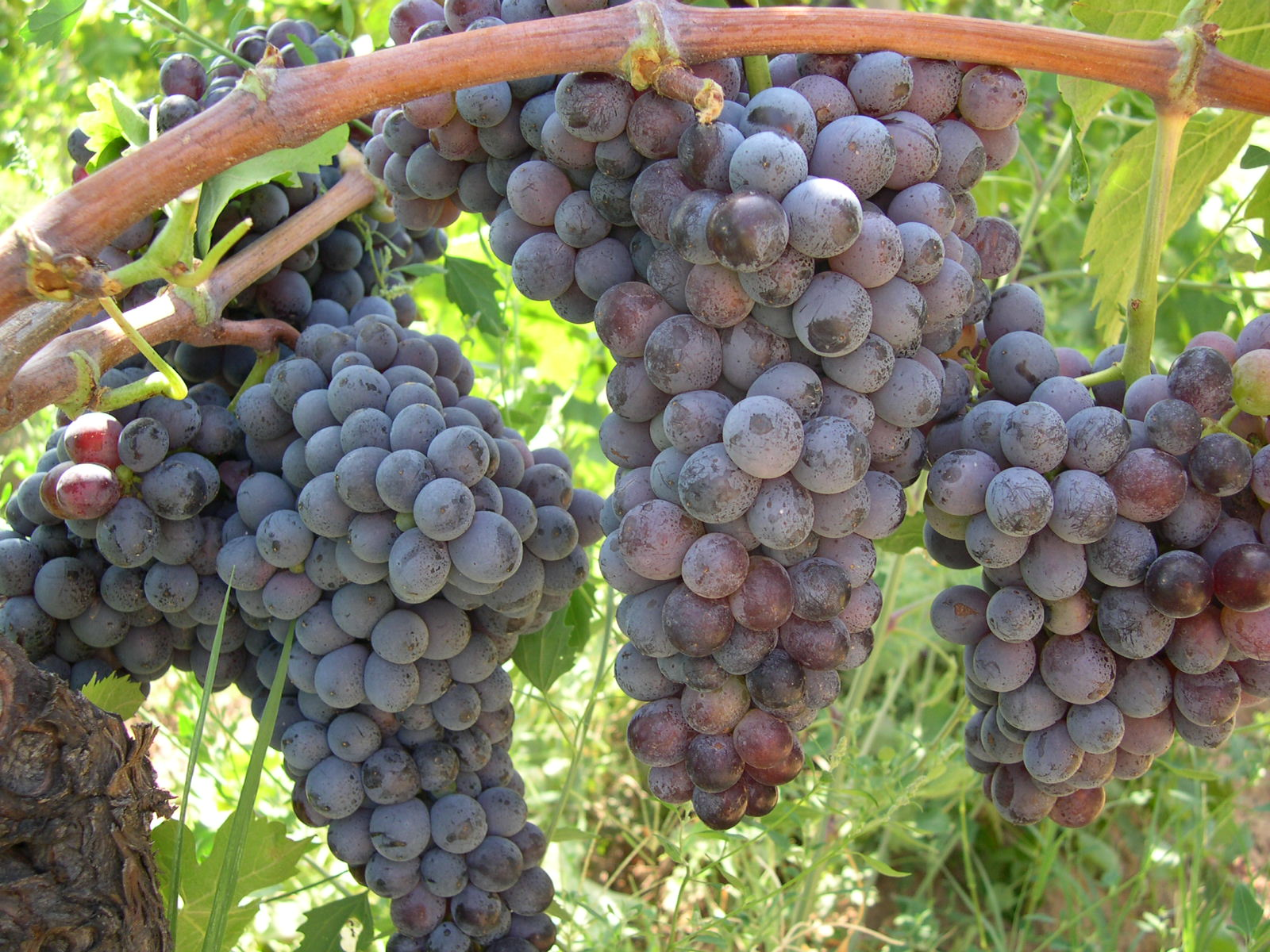
Grappolo d'uva Gaglioppo in Calabria
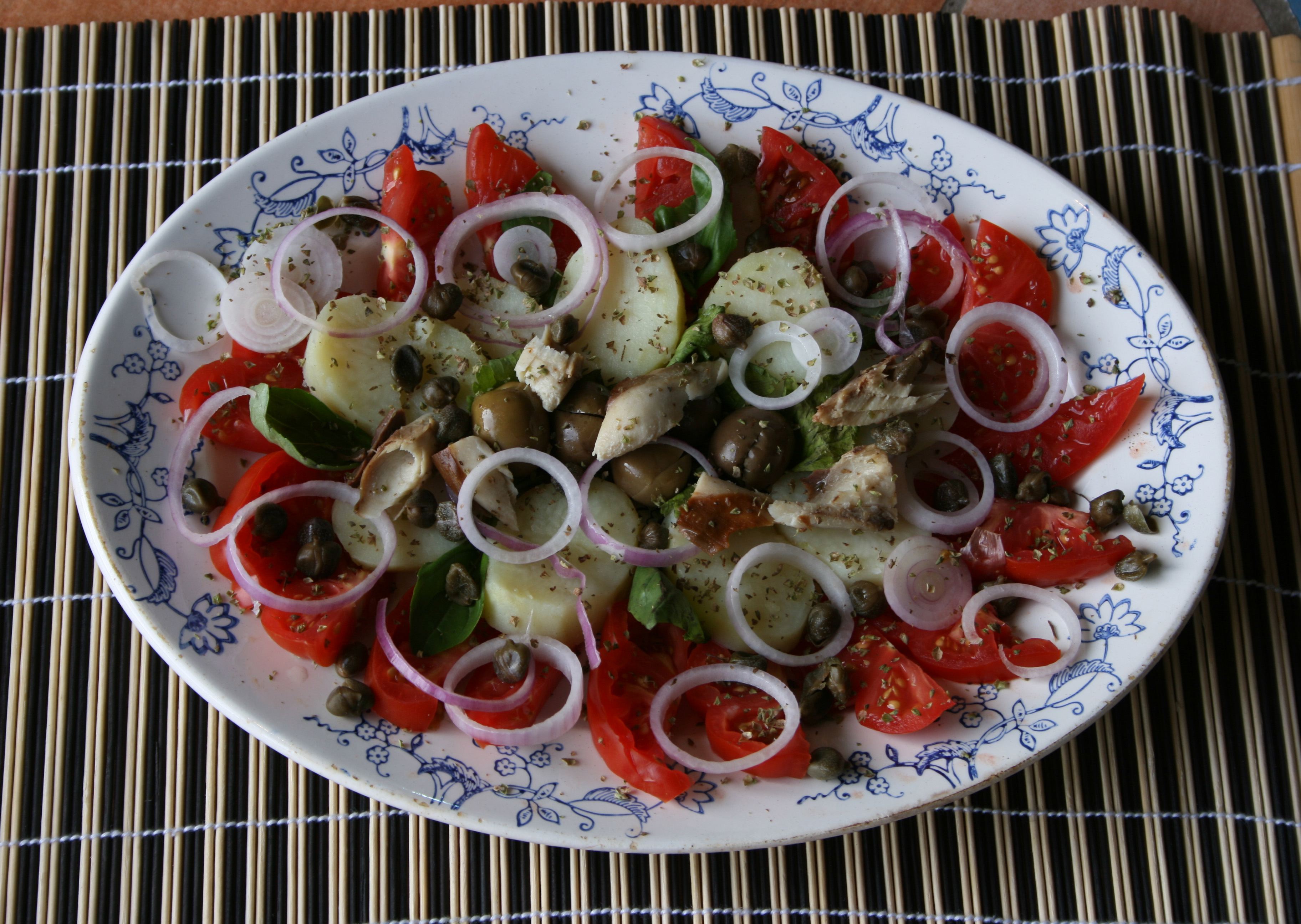
Insalata pantesca con pomodoro, basilico, olive, cipolla, capperi, origano, olio d'oliva
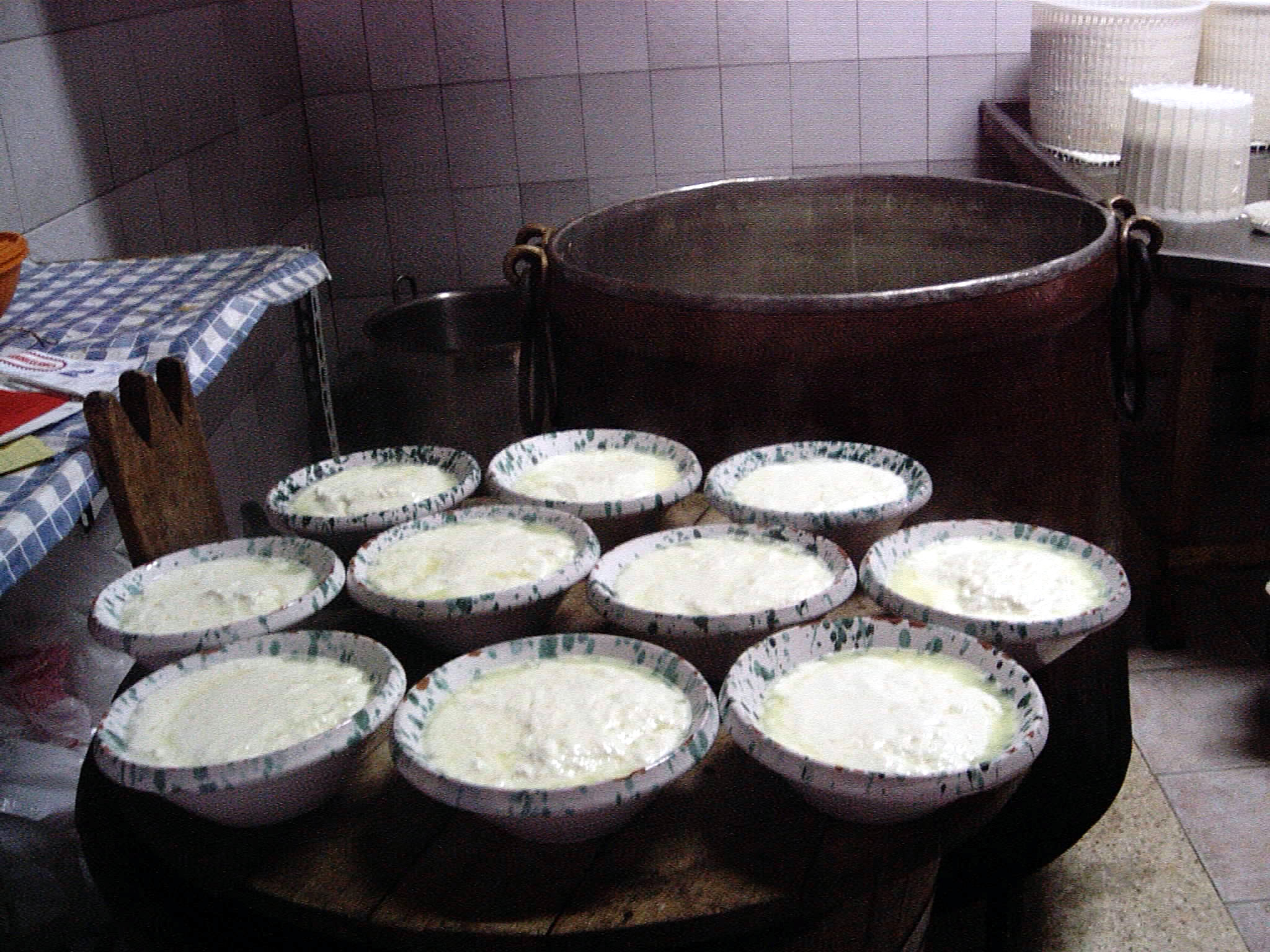
Ciotole di ricotta
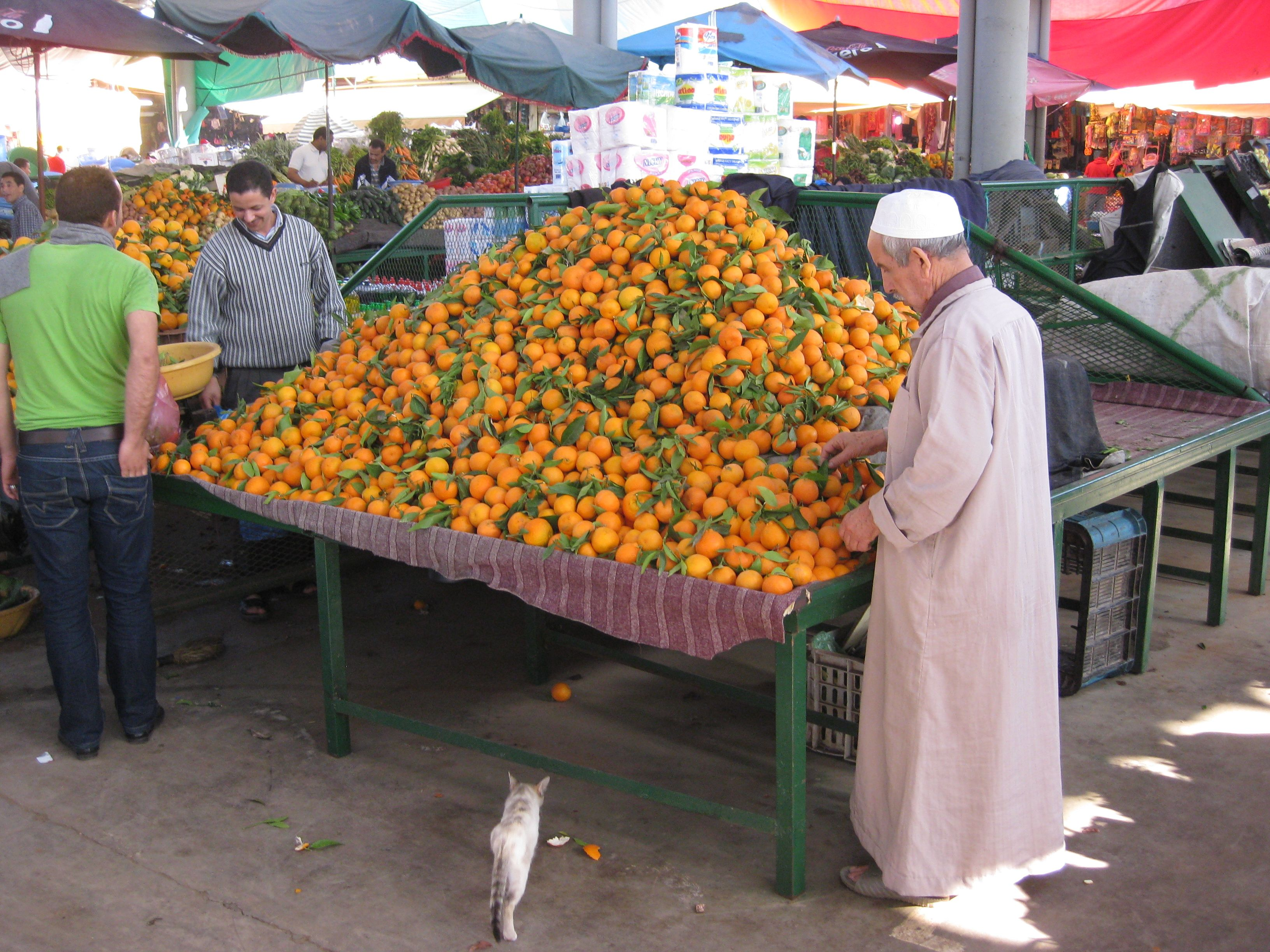
Arance in un soukh marocchino
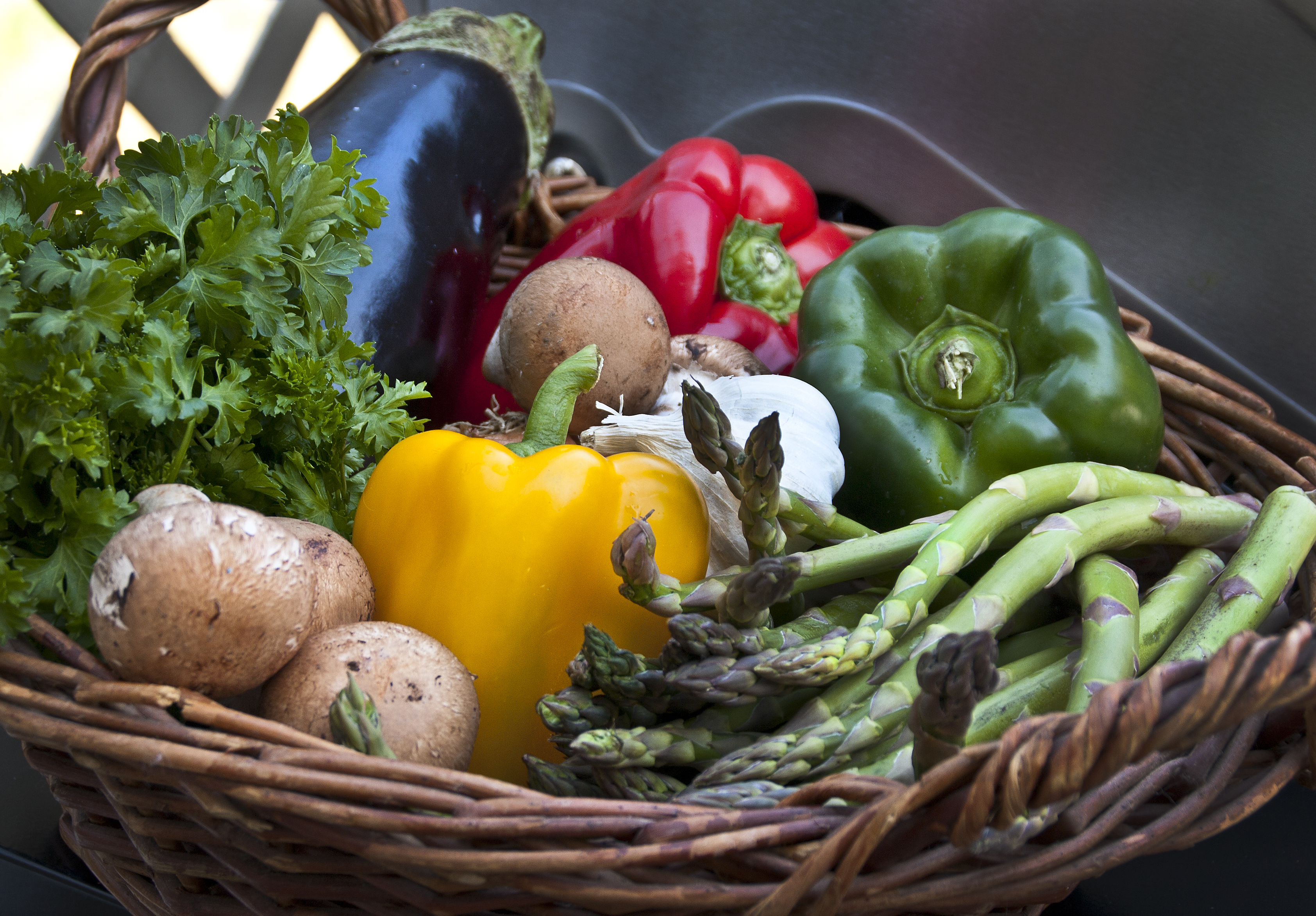
Cesta di vegetali
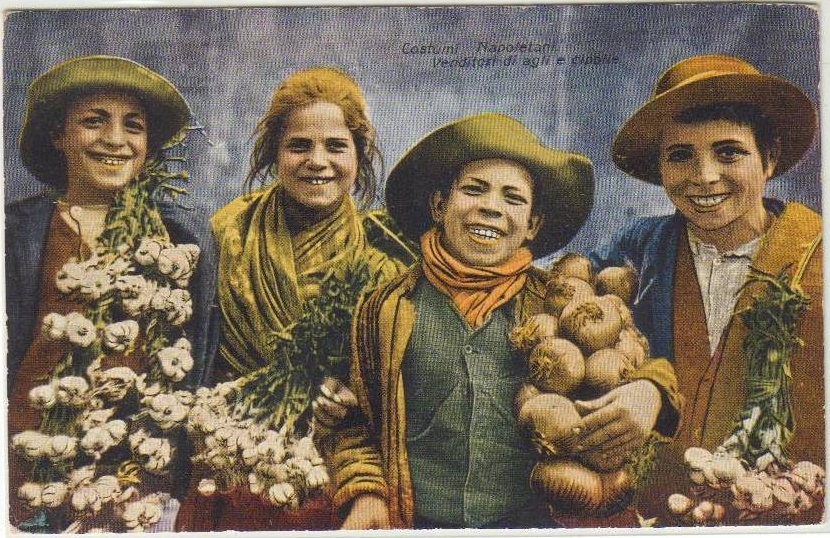
Venditori di agli e cipolle in Napoli nel XIX secolo (cartolina)
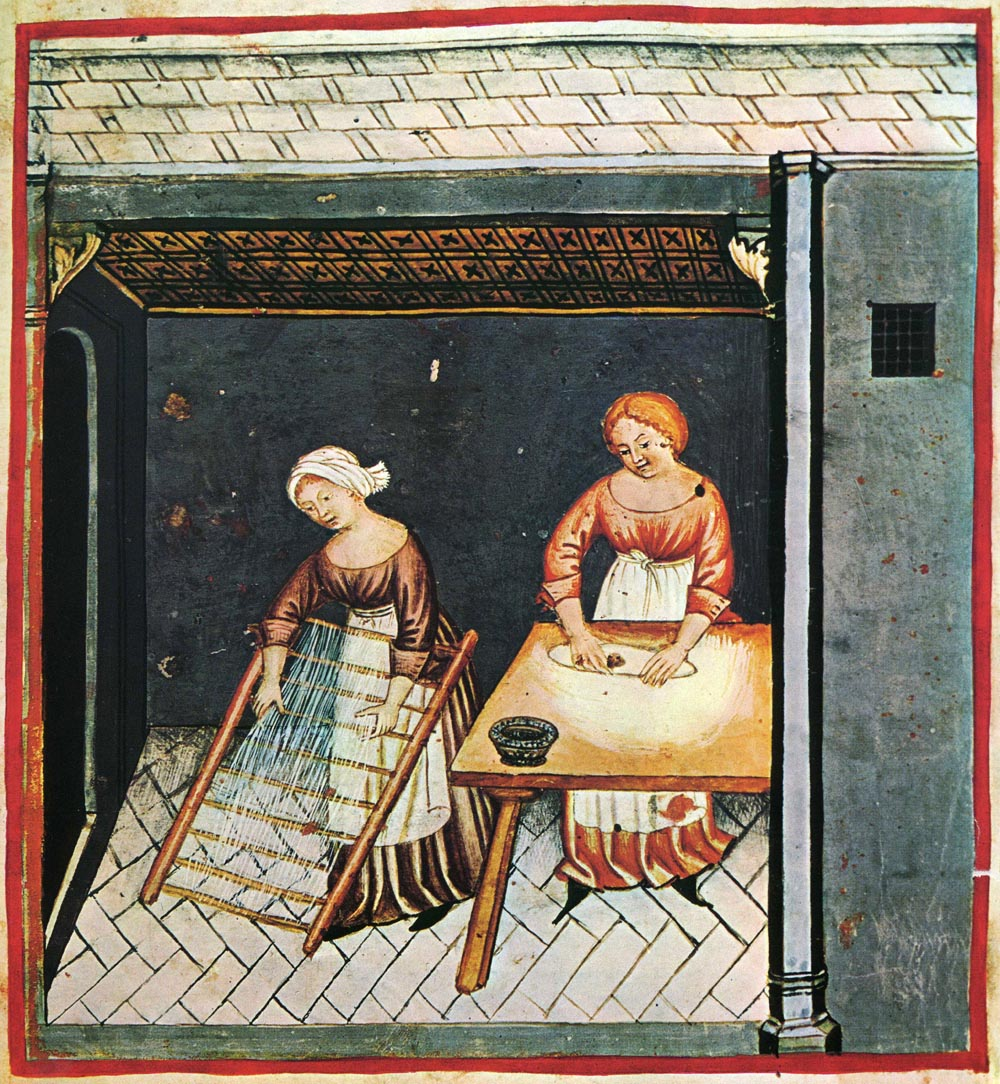
Tacuinum Sanitatis, XIV secolo: preparazione della pasta
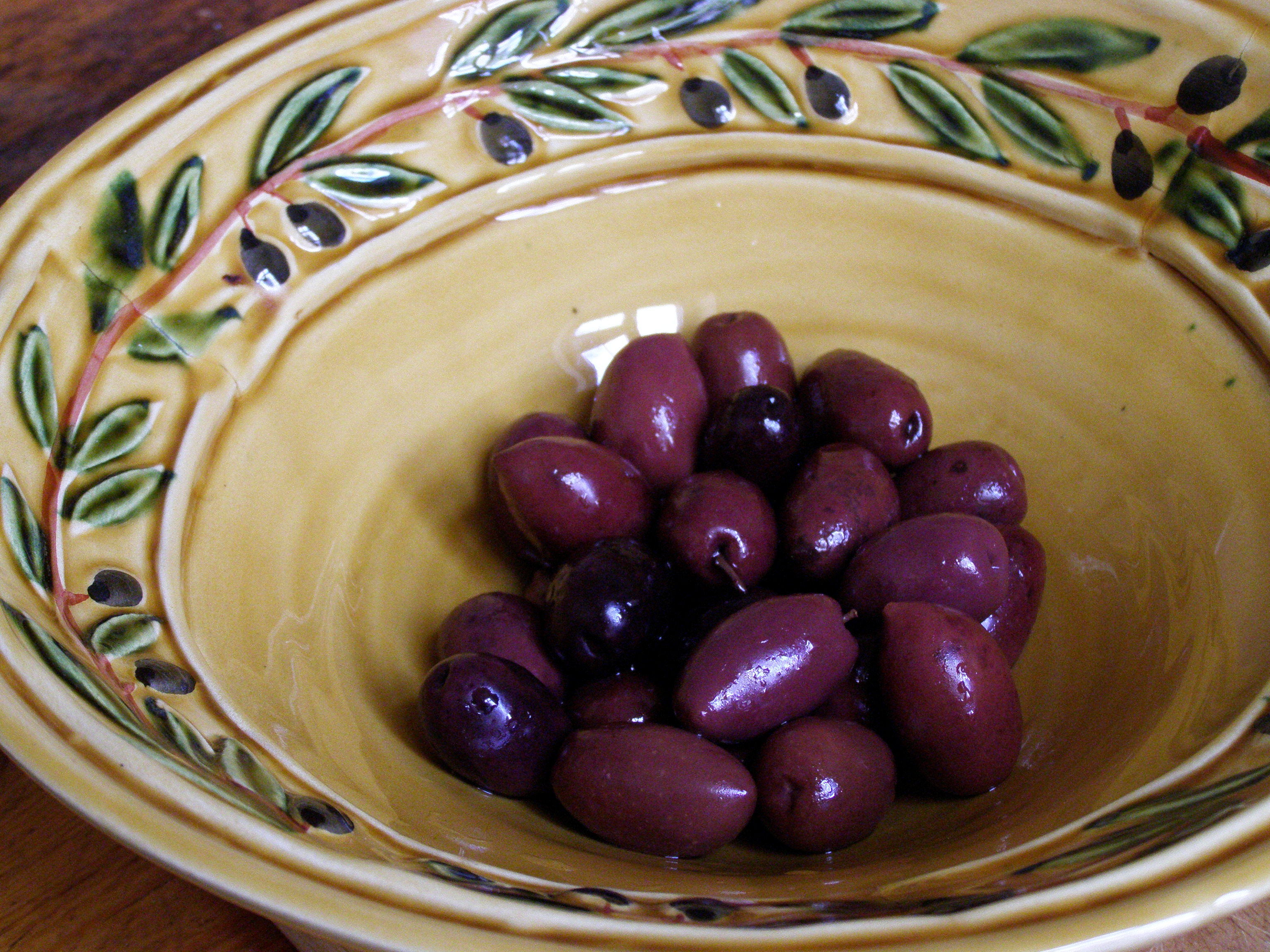
Olive di Calamata (Peloponneso)
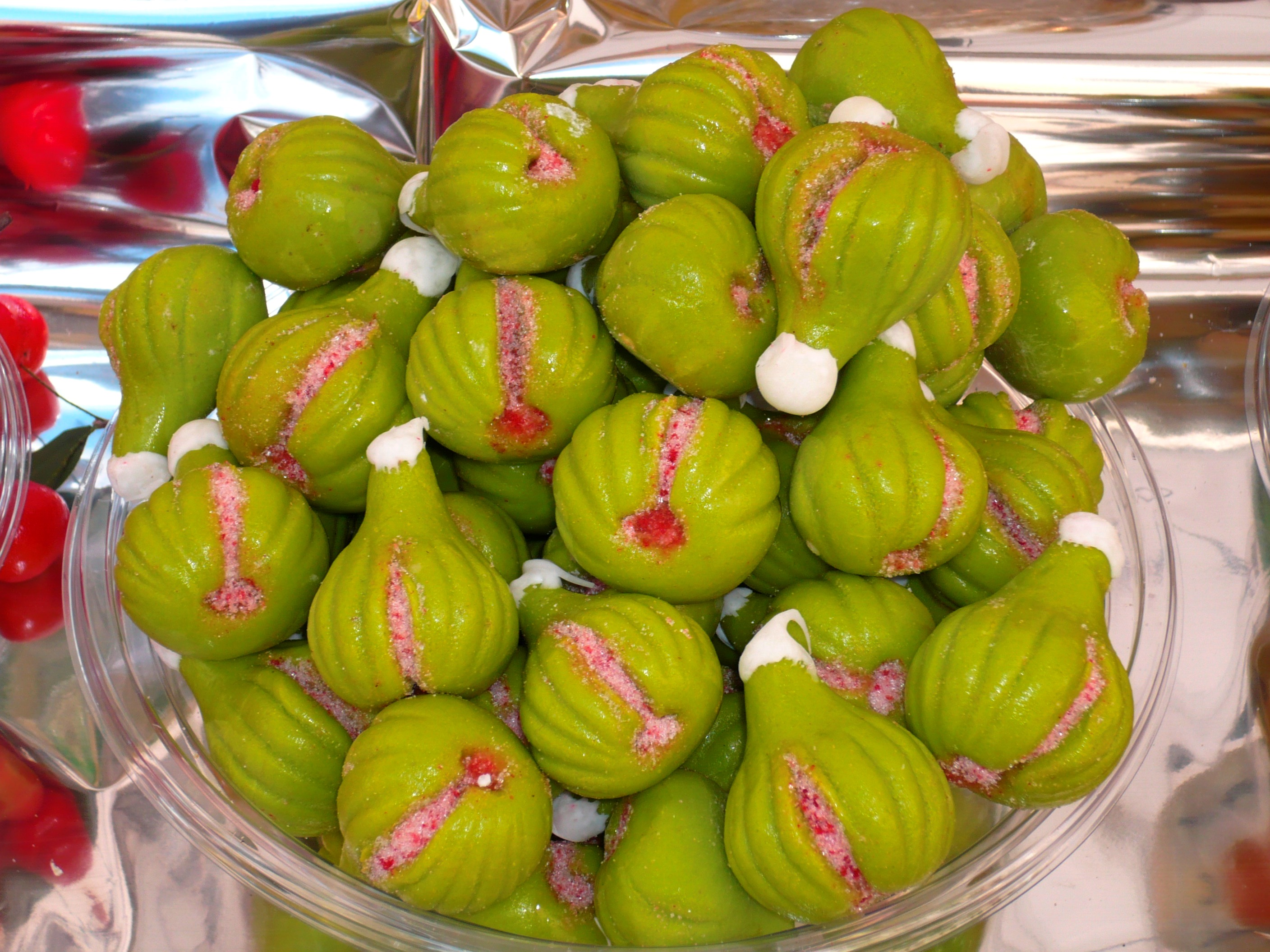
Fichi di marzapane di mandorle in Sicilia
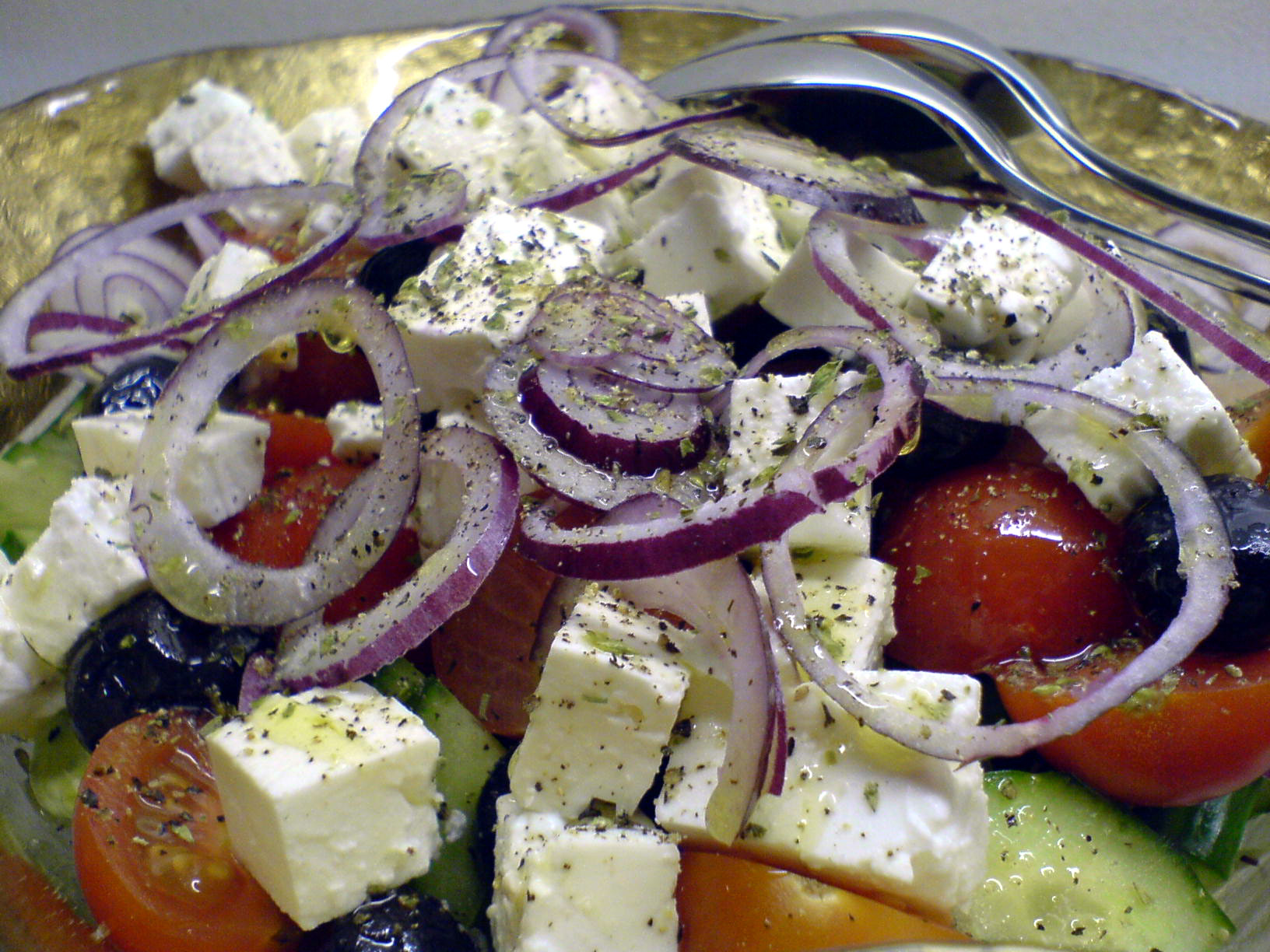
Insalata greca con il formaggio feta
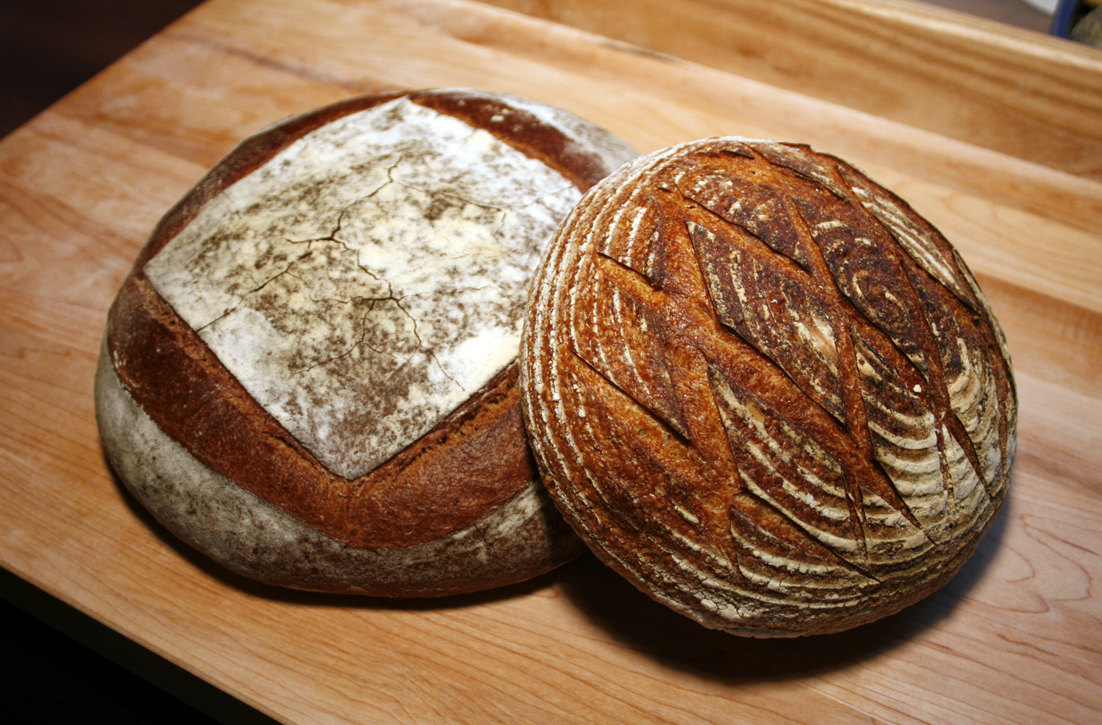
Pagnotte a lievitazione naturale
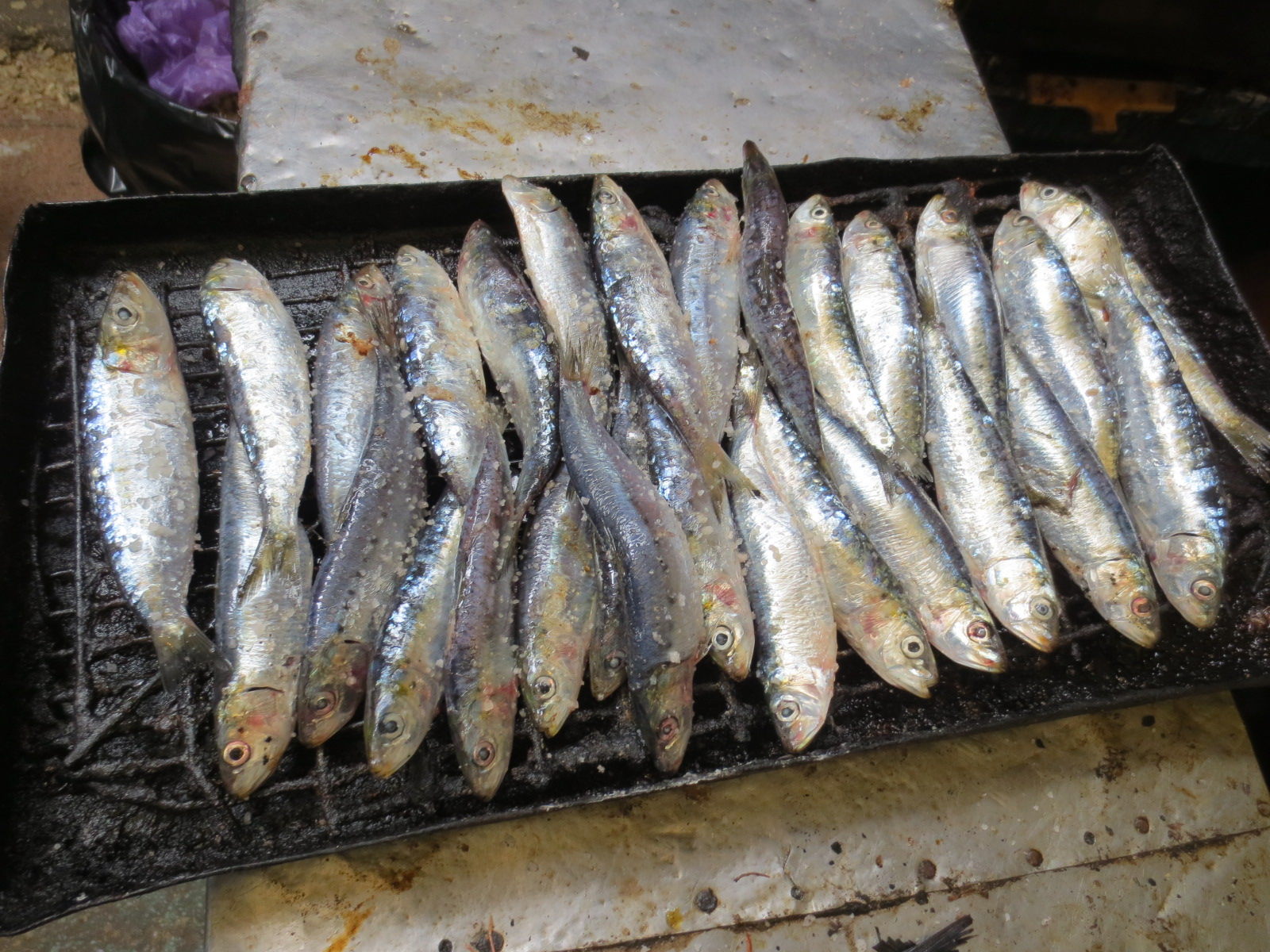
Sardine

### L'olio d'oliva

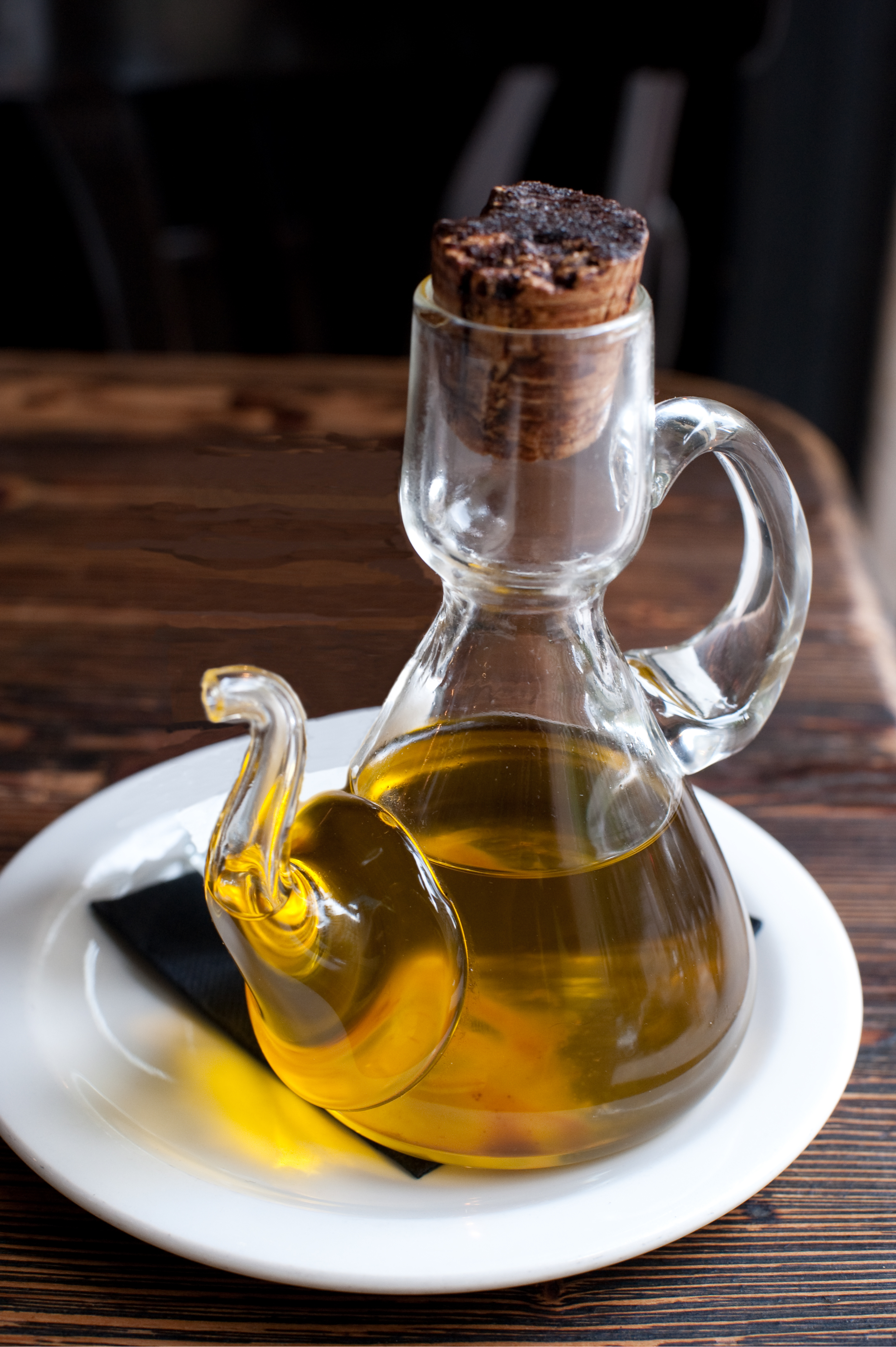
Olio di oliva

### I cereali integrali

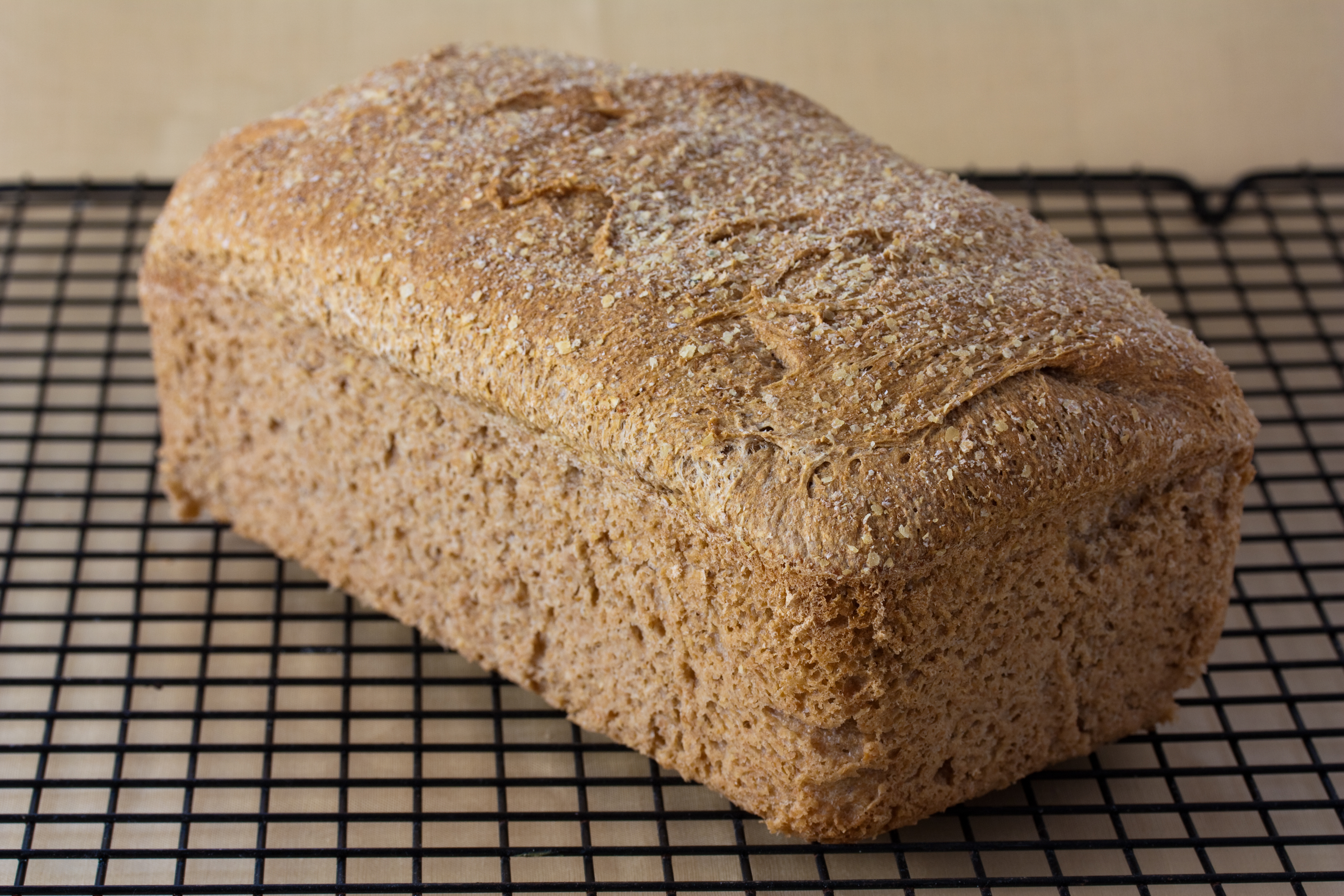
pane di frumento integrale

### Il vino

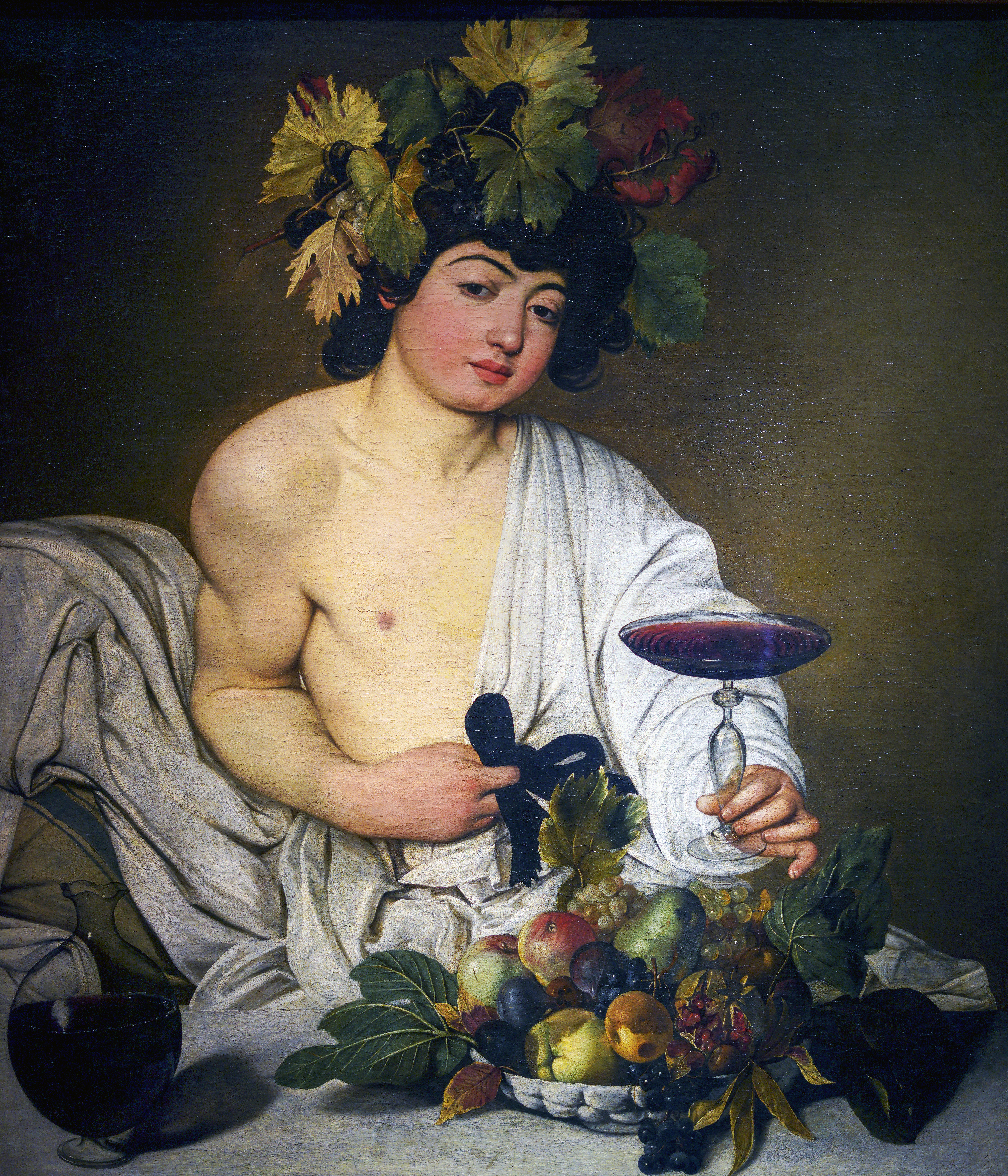
Vino rosso, nel dipinto Bacco di Michelangelo Caravaggio

## Il riconoscimento dell'UNESCO

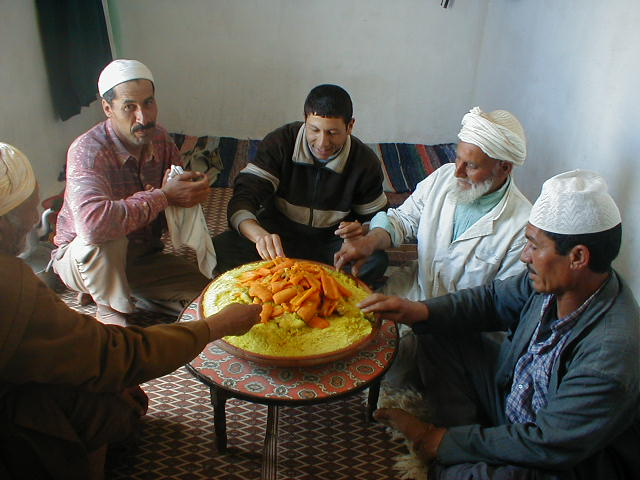
Il couscous (Marocco)

## La letteratura scientifica

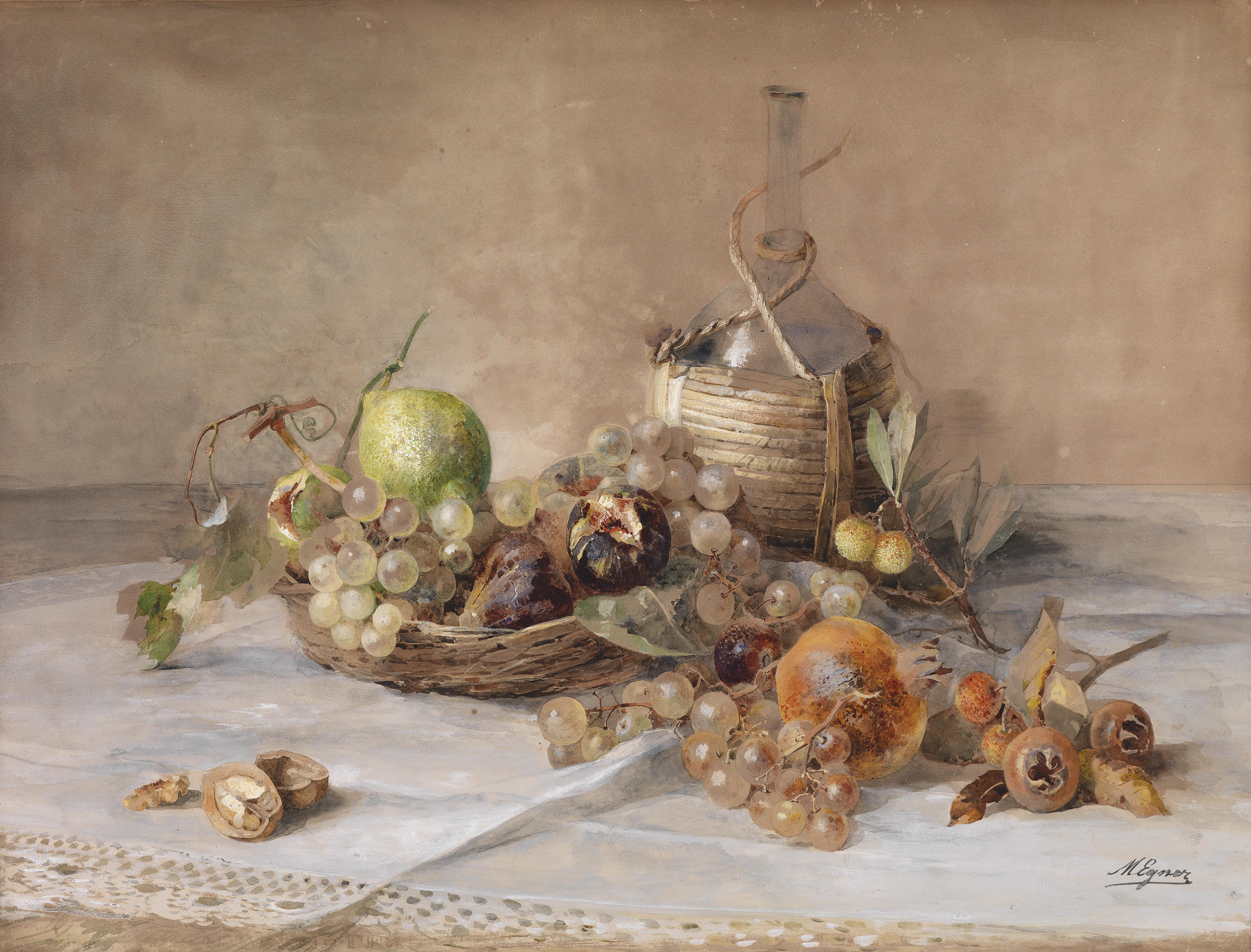
Marie Egner, frutta e fiasco di vino (1940)